# Distrito de Troyes
El distrito de Troyes es un distrito (en francés arrondissement) de Francia, que se localiza en el departamento de Aube, de la región de Champaña-Ardenas (en francés Champagne-Ardenne). Cuenta con 22 cantones y 247 comunas.

## División territorial

### Cantones
Los cantones del distrito de Troyes son:
1. Cantón de Aix-en-Othe
2. Cantón de Arcis-sur-Aube
3. Cantón de Bar-sur-Seine
4. Cantón de Bouilly
5. Cantón de Chaource
6. Cantón de La Chapelle-Saint-Luc
7. Cantón de Ervy-le-Châtel
8. Cantón de Essoyes
9. Cantón de Estissac
10. Cantón de Lusigny-sur-Barse
11. Cantón de Mussy-sur-Seine
12. Cantón de Piney
13. Cantón de Ramerupt
14. Cantón de Les Riceys
15. Cantón de Sainte-Savine
16. Cantón de Troyes-1
17. Cantón de Troyes-2
18. Cantón de Troyes-3
19. Cantón de Troyes-4
20. Cantón de Troyes-5
21. Cantón de Troyes-6
22. Cantón de Troyes-7

### Comunas
| 1. Aix-en-Othe (10003)               | 2. Allibaudières (10004)                 | 3. Arcis-sur-Aube (10006)             | 4. Arrelles (10009)                  |
| 5. Assenay (10013)                   | 6. Assencières (10014)                   | 7. Aubeterre (10015)                  | 8. Auxon (10018)                     |
| 9. Avant-lès-Ramerupt (10021)        | 10. Avirey-Lingey (10022)                | 11. Avreuil (10024)                   | 12. Bagneux-la-Fosse (10025)         |
| 13. Balnot-la-Grange (10028)         | 14. Balnot-sur-Laignes (10029)           | 15. Bar-sur-Seine (10034)             | 16. Barberey-Saint-Sulpice (10030)   |
| 17. Bercenay-en-Othe (10037)         | 18. Bernon (10040)                       | 19. Bertignolles (10041)              | 20. Beurey (10045)                   |
| 21. Les Bordes-Aumont (10049)        | 22. Bouilly (10051)                      | 23. Bouranton (10053)                 | 24. Bourguignons (10055)             |
| 25. Bouy-Luxembourg (10056)          | 26. Bragelogne-Beauvoir (10058)          | 27. Briel-sur-Barse (10062)           | 28. Brillecourt (10065)              |
| 29. Bréviandes (10060)               | 30. Brévonnes (10061)                    | 31. Bucey-en-Othe (10066)             | 32. Buchères (10067)                 |
| 33. Buxeuil (10068)                  | 34. Buxières-sur-Arce (10069)            | 35. Bérulle (10042)                   | 36. Celles-sur-Ource (10070)         |
| 37. Chacenay (10071)                 | 38. Chamoy (10074)                       | 39. Champigny-sur-Aube (10077)        | 40. Channes (10079)                  |
| 41. Chaource (10080)                 | 42. La Chapelle-Saint-Luc (10081)        | 43. Chappes (10083)                   | 44. Charmont-sous-Barbuise (10084)   |
| 45. Chaserey (10087)                 | 46. Chaudrey (10091)                     | 47. Chauffour-lès-Bailly (10092)      | 48. Chennegy (10096)                 |
| 49. Chervey (10097)                  | 50. Chesley (10098)                      | 51. Chessy-les-Prés (10099)           | 52. Le Chêne (10095)                 |
| 53. Clérey (10100)                   | 54. Coclois (10101)                      | 55. Cormost (10104)                   | 56. Coursan-en-Othe (10107)          |
| 57. Courtaoult (10108)               | 58. Courtenot (10109)                    | 59. Courteranges (10110)              | 60. Courteron (10111)                |
| 61. Coussegrey (10112)               | 62. Creney-près-Troyes (10115)           | 63. Les Croûtes (10118)               | 64. Crésantignes (10116)             |
| 65. Cunfin (10119)                   | 66. Cussangy (10120)                     | 67. Dampierre (10121)                 | 68. Davrey (10122)                   |
| 69. Dommartin-le-Coq (10127)         | 70. Dosches (10129)                      | 71. Dosnon (10130)                    | 72. Eaux-Puiseaux (10133)            |
| 73. Ervy-le-Châtel (10140)           | 74. Essoyes (10141)                      | 75. Estissac (10142)                  | 76. Fays-la-Chapelle (10147)         |
| 77. Feuges (10149)                   | 78. Fontette (10155)                     | 79. Fontvannes (10156)                | 80. Fouchères (10158)                |
| 81. Fralignes (10159)                | 82. Fresnoy-le-Château (10162)           | 83. Grandville (10167)                | 84. Les Granges (10168)              |
| 85. Gyé-sur-Seine (10170)            | 86. Géraudot (10165)                     | 87. Herbisse (10172)                  | 88. Isle-Aubigny (10174)             |
| 89. Isle-Aumont (10173)              | 90. Javernant (10177)                    | 91. Jeugny (10179)                    | 92. Jully-sur-Sarce (10181)          |
| 93. Lagesse (10185)                  | 94. Laines-aux-Bois (10186)              | 95. Landreville (10187)               | 96. Lantages (10188)                 |
| 97. Laubressel (10190)               | 98. Lavau (10191)                        | 99. Lhuître (10195)                   | 100. Lignières (10196)               |
| 101. Lirey (10198)                   | 102. Loches-sur-Ource (10199)            | 103. La Loge-Pomblin (10201)          | 104. Les Loges-Margueron (10202)     |
| 105. Longeville-sur-Mogne (10204)    | 106. Longpré-le-Sec (10205)              | 107. Longsols (10206)                 | 108. Lusigny-sur-Barse (10209)       |
| 109. Luyères (10210)                 | 110. Macey (10211)                       | 111. Machy (10212)                    | 112. Magnant (10213)                 |
| 113. Mailly-le-Camp (10216)          | 114. Maisons-lès-Chaource (10218)        | 115. Maraye-en-Othe (10222)           | 116. Marolles-lès-Bailly (10226)     |
| 117. Marolles-sous-Lignières (10227) | 118. Maupas (10229)                      | 119. Mergey (10230)                   | 120. Merrey-sur-Arce (10232)         |
| 121. Mesnil-Lettre (10236)           | 122. Mesnil-Saint-Père (10238)           | 123. Mesnil-Sellières (10239)         | 124. Mesnil-la-Comtesse (10235)      |
| 125. Messon (10240)                  | 126. Metz-Robert (10241)                 | 127. Montaulin (10245)                | 128. Montceaux-lès-Vaudes (10246)    |
| 129. Montfey (10247)                 | 130. Montgueux (10248)                   | 131. Montigny-les-Monts (10251)       | 132. Montiéramey (10249)             |
| 133. Montmartin-le-Haut (10252)      | 134. Montreuil-sur-Barse (10255)         | 135. Montsuzain (10256)               | 136. Morembert (10257)               |
| 137. Moussey (10260)                 | 138. Mussy-sur-Seine (10261)             | 139. Neuville-sur-Seine (10262)       | 140. Neuville-sur-Vannes (10263)     |
| 141. Nogent-en-Othe (10266)          | 142. Nogent-sur-Aube (10267)             | 143. Nozay (10269)                    | 144. Noë-les-Mallets (10264)         |
| 145. Les Noës-près-Troyes (10265)    | 146. Onjon (10270)                       | 147. Ormes (10272)                    | 148. Ortillon (10273)                |
| 149. Paisy-Cosdon (10276)            | 150. Pargues (10278)                     | 151. Le Pavillon-Sainte-Julie (10281) | 152. Payns (10282)                   |
| 153. Piney (10287)                   | 154. Plaines-Saint-Lange (10288)         | 155. Poivres (10293)                  | 156. Poligny (10294)                 |
| 157. Polisot (10295)                 | 158. Polisy (10296)                      | 159. Pont-Sainte-Marie (10297)        | 160. Pouan-les-Vallées (10299)       |
| 161. Pougy (10300)                   | 162. Praslin (10302)                     | 163. Prugny (10307)                   | 164. Prusy (10309)                   |
| 165. Puits-et-Nuisement (10310)      | 166. Racines (10312)                     | 167. Ramerupt (10314)                 | 168. Les Riceys (10317)              |
| 169. Rigny-le-Ferron (10319)         | 170. La Rivière-de-Corps (10321)         | 171. Roncenay (10324)                 | 172. Rosières-près-Troyes (10325)    |
| 173. Rouilly-Sacey (10328)           | 174. Rouilly-Saint-Loup (10329)          | 175. Rumilly-lès-Vaudes (10331)       | 176. Ruvigny (10332)                 |
| 177. Saint-André-les-Vergers (10333) | 178. Saint-Benoist-sur-Vanne (10335)     | 179. Saint-Benoît-sur-Seine (10336)   | 180. Saint-Germain (10340)           |
| 181. Saint-Jean-de-Bonneval (10342)  | 182. Saint-Julien-les-Villas (10343)     | 183. Saint-Lyé (10349)                | 184. Saint-Léger-près-Troyes (10344) |
| 185. Saint-Mards-en-Othe (10350)     | 186. Saint-Nabord-sur-Aube (10354)       | 187. Saint-Parres-aux-Tertres (10357) | 188. Saint-Parres-lès-Vaudes (10358) |
| 189. Saint-Phal (10359)              | 190. Saint-Pouange (10360)               | 191. Saint-Remy-sous-Barbuise (10361) | 192. Saint-Thibault (10363)          |
| 193. Saint-Usage (10364)             | 194. Saint-Étienne-sous-Barbuise (10338) | 195. Sainte-Maure (10352)             | 196. Sainte-Savine (10362)           |
| 197. Semoine (10369)                 | 198. Sommeval (10371)                    | 199. Souligny (10373)                 | 200. Thennelières (10375)            |
| 201. Thieffrain (10376)              | 202. Torcy-le-Grand (10379)              | 203. Torcy-le-Petit (10380)           | 204. Torvilliers (10381)             |
| 205. Trouans (10386)                 | 206. Troyes (10387)                      | 207. Turgy (10388)                    | 208. Vailly (10391)                  |
| 209. Val-d'Auzon (10019)             | 210. Vallières (10394)                   | 211. Vanlay (10395)                   | 212. Vauchassis (10396)              |
| 213. Vaucogne (10398)                | 214. Vaudes (10399)                      | 215. Vaupoisson (10400)               | 216. La Vendue-Mignot (10402)        |
| 217. Verpillières-sur-Ource (10404)  | 218. Verricourt (10405)                  | 219. Verrières (10406)                | 220. Villacerf (10409)               |
| 221. Ville-sur-Arce (10427)          | 222. Villechétif (10412)                 | 223. Villeloup (10414)                | 224. Villemaur-sur-Vanne (10415)     |
| 225. Villemereuil (10416)            | 226. Villemoiron-en-Othe (10417)         | 227. Villemorien (10418)              | 228. Villemoyenne (10419)            |
| 229. Villeneuve-au-Chemin (10422)    | 230. Villery (10425)                     | 231. Villette-sur-Aube (10429)        | 232. Villiers-Herbisse (10430)       |
| 233. Villiers-le-Bois (10431)        | 234. Villiers-sous-Praslin (10432)       | 235. Villy-en-Trodes (10433)          | 236. Villy-le-Bois (10434)           |
| 237. Villy-le-Maréchal (10435)       | 238. Vinets (10436)                      | 239. Virey-sous-Bar (10437)           | 240. Vitry-le-Croisé (10438)         |
| 241. Viviers-sur-Artaut (10439)      | 242. Vosnon (10441)                      | 243. Vougrey (10443)                  | 244. Voué (10442)                    |
| 245. Vulaines (10444)                | 246. Éguilly-sous-Bois (10136)           | 247. Étourvy (10143)                  |                                      |